# İlişki Durumu: Karışık
İlişki Durumu: Karışık (en español: Estado civil: complicado) es una serie de televisión turca emitida en Show TV, la cual se basa en la serie surcoreana Full House. La ficción, protagonizada por Seren Şirince y Berk Oktay, se emitió entre el 4 de julio de 2015 y el 7 de abril de 2016. La serie tuvo una continuación denominada İlişki Durumu: Evli (en español: Estado civil: casada), que contó con 4 capítulos.

## Trama
Ayşegül (Seren Şirince) es una chica ingenua que vive en la casa que heredó de sus padres y que trabaja como guionista de series de televisión. Un día, sus dos amigos le hacen creer que ha ganado un viaje a Grecia y, cuando se dirige al hotel, conoce a Can (Berk Oktay), un actor famoso. Una vez en el hotel, cuando descubre que no hay ninguna habitación reservada a su nombre, pide a Can que le preste dinero para poder regresar a casa. Sin embargo, a su vuelta, se entera de que el actor ha comprado su casa y este le permite quedarse en ella a cambio de trabajar para él como empleada doméstica.

## Reparto
- Seren Şirince como Ayşegül Dinç.
- Berk Oktay como Can Tekin.
- Eda Ece como Elif Güvener.
- Pamir Pekin como Murat Soykan.
- Nurseli İdiz como Mediha Tekin.
- Sezai Altekin como İsmail Tekin.
- Alptekin Serdengeçti como Tahsin Tekin.
- Mert Türkoğlu como Efe Şengün.
- Özlem Öçalmaz como Ece Şengün.

## Temporadas
| Temporada | Temporada | Episodios | Rango de episodios | Emisión original   | Emisión original   |
| Temporada | Temporada | Episodios | Rango de episodios | Inicio             | Final              |
| --------- | --------- | --------- | ------------------ | ------------------ | ------------------ |
|           | 1         | 40        | 1 - 40             | 4 de julio de 2015 | 7 de abril de 2016 |